# Фултон (Канзас)
Фултон (енгл. Fulton) град је у америчкој савезној држави Канзас.

## Демографија
По попису из 2010. године број становника је 163, што је 21 (-11,4%) становника мање него 2000. године.
| Група             | 2000.       | 2010.       |
| Белци             | 174 (94,6%) | 140 (85,9%) |
| Афроамериканци    | 0 (0,0%)    | 1 (0,6%)    |
| Азијати           | 1 (0,5%)    | 0 (0,0%)    |
| Хиспаноамериканци | 1 (0,5%)    | 9 (5,5%)    |
| Укупно            | 184         | 163         |